# Smilin' Through (1922)
Smilin' Through é um filme mudo do gênero drama produzido nos Estados Unidos e lançado em 1922.